# فرودگاه فوند-دو-لاک
فرودگاه فوند-دو-لاک (به انگلیسی: Fond-du-Lac Airport) یک فرودگاه همگانی با کد یاتا ZFD است که یک باند فرود شن دارد و طول باند آن ۱۱۶۰ متر است. این فرودگاه در کشور کانادا قرار دارد و در ارتفاع ۲۴۳ متری از سطح دریا واقع شده است.

## شرکت‌های هواپیمایی و مقصدهای پروازی
| شرکت‌های هواپیمایی | مقصدهای پروازی                                                                    |
| ----------------- | --------------------------------------------------------------------------------- |
| ترنس‌وست ایر       | لا رونژ، پرینس آلبرت، رجاینا، ساسکاتون جان گ. دیفنبکر، استونی رپیدز، شهر اورانیوم |